# Магејес, Б-128 ентре Км. 83 а Км. 83.7 (Ваље Ермосо)
Магејес, Б-128 ентре Км. 83 а Км. 83.7 (шп. Magueyes, B-128 entre Km. 83 a Km. 83.7) насеље је у Мексику у савезној држави Тамаулипас у општини Ваље Ермосо. Насеље се налази на надморској висини од 10 м.

## Становништво
Према подацима из 2005. године у насељу је живело 10 становника.

### Хронологија
| Година       | 2005 |
| ------------ | ---- |
| Становништво | 10   |

### Попис
| # | Индикатор                        | Вредност |
| - | -------------------------------- | -------- |
| 1 | Укупно појединачних домаћинстава | 2        |